# 椿屋四重奏 (アルバム)
『椿屋四重奏』（つばきやしじゅうそう）は、日本のロックバンド、椿屋四重奏のミニアルバム。2003年8月27日発売。発売元はUK PROJECT。

## 収録曲
全作詞・作曲:中田裕二、編曲:椿屋四重奏
1. 群青 (2:58)
2. 舌足らず (3:32)
3. 導火線 (3:40)
4. かたはらに (5:38)
5. 波紋 (4:11)
6. 風の何処へ (5:10)